# Man in an Orange Shirt
Man in an Orange Shirt es una película para televisión británica emitida en dos partes en la BBC. Fue producido por Kudos Film and Television y se estrenó el 31 de julio de 2017 en BBC One. El drama cinematográfico cuenta tres historias de amor de dos generaciones de una familia, en la década de 1940 y en 2017. 
Vanessa Redgrave, Julian Morris y Oliver Jackson-Cohen actúan en los papeles principales, dirigidos por Michael Samuels. El guion y la idea provienen del autor británico Patrick Gale, cuya historia familiar es el núcleo autobiográfico de la trama. La película ganó el Premio Emmy Internacional 2018 a la Mejor Película para Televisión o Miniserie. 

## Trama
Man in an Orange Shirt presenta dos historias separadas pero entrelazadas: La parte 1 cuenta los obstáculos que la sociedad está poniendo en la relación amorosa de los dos veteranos de la Segunda Guerra Mundial Michael y Thomas en el período inmediato de la posguerra. La parte 2 describe las pruebas y tribulaciones de las relaciones del siglo XXI, utilizando el ejemplo del nieto de Michael. Las historias están vinculadas por Flora, como la viuda de Michael y abuela de Adam, cuyo amor no correspondido por Michael y educación conservadora resulta en una respuesta de odio a la salida del armario de Adam.

## Producción
La narrativa se basa en parte en la historia familiar del autor británico de best-sellers Patrick Gale, quien celebró su debut como guionista. Escribió la historia durante un período de seis años. Al igual que Flora Berryman, la madre de Gale había encontrado una pila de cartas de amor de un amigo en el escritorio de su esposo poco después del final de la Segunda Guerra Mundial. Destruyó las cartas, por temor a que lo arrestaran, y por disgusto e ignorancia, ya que había aprendido a equiparar la homosexualidad con la pedofilia. 
La película se rodó en London Charterhouse, donde también se filmaron Downton Abbey, Poirot de Agatha Christie, Tulip Fever, Miss Austen Regrets, y desde 2017 Taboo. 

## Emisión
El drama se transmitió como el buque insignia de la temporada de BBC Gay Britannia, una serie de programas en 2017 que celebran el 50 aniversario de la Ley de Delitos Sexuales. La ley parlamentaria de 1967 despenalizó la homosexualidad en Inglaterra y Gales. Hasta entonces, las relaciones sexuales entre dos hombres se penaba hasta con diez años de cárcel (en comparación, la pena máxima por violación era de cinco años). 
El 13 de agosto de 2017, TVNZ transmitió ambas partes como un largometraje. La cadena estadounidense PBS transmitió las dos piezas en junio de 2018 como parte de su serie de antología Masterpiece.
En España fue estrenada en 2017 a través de Filmin y posteriormente en junio de 2020 en Paramount Network.

## Reparto

### Principal
- Julian Morris: Adam Berryman
- Vanessa Redgrave: Flora Berryman mayor
- Oliver Jackson-Cohen: Capitán Michael Berryman
- Joanna Vanderham: joven Flora Talbot, luego Flora Berryman
- James McArdle: Capitán Thomas March
- David Gyasi: Steve, el "arquitecto"

### Secundario (parte 1)
- Adrian Schiller: Lucien
- Laura Carmichael: Daphne Talbot
- James Godden: Private Begley
- Tommy Bastow: Private Bates
- Andrew Havill: Major Fanshawe
- Oliver Finnegan: Wykeham (painter)
- Ben Barker: Travis (painter)
- William Hoyland: Headmaster
- Arthur Bateman: Robert Berryman
- Paul Clayton: Registrar
- Ed White: Shopwalker
- Elizabeth Edmonds: Midwife
- Frances de la Tour: Mrs. March

### Secundario (parte 2)
- Julian Sands: Caspar Nicholson
- Angel Coulby: Claudie
- Amanda Rawnsley: Vet receptionist
- Drew Edwards: Sous chef
- Eddie Arnold: David
- Joanna David: Jennifer
- Eileen Page: Geraldine
- Hal Scardino: Dwight
- Phil Dunster: Bruno
- Gay Hamilton: Agnes
- Flaminia Cinque: Rita
- Mark Sears: Muscled man
- Warren Sollars: Grufff Bear
- Babajide Fado: Lorry driver

## Recepción
Man in an Orange Shirt recibió críticas positivas de los críticos y tiene una calificación del 86% en Rotten Tomatoes.
La película ganó un premio Emmy Internacional en 2018 a la mejor película para televisión o miniserie.